# Comitatul San Luis Obispo, California
Comitatul San Luis Obispo (engleză San Luis Obispo County) este un județ situat în regiunea sudică a statului California, S.U.A. După recensământul din 2010, populația era de 269 637 de locuitori. Reședința comitatului este San Luis Obispo.